# Metroid (jeu vidéo)
Vous lisez un « article de qualité » labellisé en 2016.  Il fait partie d'un « bon thème ».
Metroid (メトロイド, Metoroido) est un jeu vidéo d'action-aventure développé par Nintendo R&D1 et Intelligent Systems, et édité par Nintendo en 1986 sur Famicom Disk System, l'extension de la Famicom. Il sort à partir de 1987 sur NES en Amérique du Nord, puis dans le reste du monde et en arcade cette même année. Le jeu est tardivement réédité à partir de 2004 sur Game Boy Advance au Japon, en Amérique du Nord et en Europe. Il est réédité en version dématérialisée sur les consoles Wii en 2007, 3DS en 2012 et Wii U en 2013, mais aussi sous forme de bonus dans les jeux Metroid Prime et Zero Mission.
Metroid met en scène Samus Aran, un personnage présenté comme un chasseur de l'espace qui explore la planète Zèbes, pour combattre les Pirates de l'espace et vaincre Mother Brain, qui ont enlevé une race d'aliens inconnue et potentiellement dangereuse : les Metroid. C'est un jeu de plates-formes orienté vers l'action-aventure et la recherche d'objets se déroulant dans un monde ouvert labyrinthique, agrémenté de phases d'action du type shoot 'em up. Le système de jeu est basé sur le déblocage progressif des équipements et armes, ainsi que des zones. Le joueur contrôle un personnage et peut le déplacer où il le désire dans un univers comportant plusieurs zones interconnectées. Cependant, l'accès à certaines parties ou zones est limité par la présence de portes verrouillées ou de difficultés, qui ne peuvent être franchies que si le joueur obtient des armes, des power-up ou du matériel spécial, disséminés sous forme d'items dans le jeu. Les améliorations permettent également au joueur de vaincre des ennemis de plus en plus puissants, à localiser des raccourcis, des zones secrètes et à ouvrir les secteurs fermés, l’obligeant souvent à revenir sur ses pas.
Metroid prend ses sources dans Super Mario, lui empruntant son système de jeu de plates-formes et The Legend of Zelda, reprenant son monde ouvert et sa progression non linéaire. Il est aussi inspiré du film de science-fiction Alien, réalisé par Ridley Scott en 1979. L'équipe de développement dirigée par Yoshio Sakamoto, qui choisit de faire du protagoniste une femme, ajoute au gameplay l'acquisition permanente des power-up et crée une ambiance particulière, confortée par des musiques inquiétantes à l'atmosphère sombre, composées par Hirokazu Tanaka. Le jeu se place donc en marge des cibles classiques familiales de la ludothèque Nintendo et cible un public plus adulte.
L'accueil à l'époque de sa sortie par la presse spécialisée est majoritairement très positif, même si plusieurs journalistes jugent le niveau de difficulté assez élevé. Succès en Amérique du Nord et au Japon, il devient un jeu culte dans le monde entier. Lors de ses différentes rééditions, Metroid est reconnu comme un classique mais décrié par certains pour son système de jeu irritant  et ses graphismes qui ont mal vieilli. De nombreuses suites à succès sont créées, il devient le point de départ d'une série de jeux lucrative qui perdure encore 38 ans après sa création. Metroid a beaucoup influencé divers jeux vidéo, notamment Castlevania: Symphony of the Night, point de départ du genre Metroidvania. Il possède une communauté active, réalisant des hacks, des fanfictions ou des cosplays.

## Trame

### Univers
L'histoire de Metroid prend place en premier dans l'univers fictif de la série Metroid,.
En 2000 de l'histoire du cosmos, les représentants de plusieurs planètes s’unissent pour former le congrès appelé Fédération Galactique, permettant à de nombreuses civilisations de créer des relations et commercer. Toutefois, des malfaiteurs, les Pirates de l’espace, attaquent et pillent des vaisseaux spatiaux. En réaction, l'Office de la Fédération crée la Police de Fédération Galactique, qui a pourtant du mal à mettre fin aux exactions des Pirates de l'espace. C'est dans ce but que la Fédération recrute un groupe d'élite grassement payé, les Chasseurs de l'espace,.

### Contexte
En l'an 20X5 de l'histoire du cosmos, un navire de recherche rapatrie vers la Terre une forme de vie inconnue découverte sur la planète SR388. Les scientifiques pensent que celle-ci est responsable de la disparition de la vie sur SR388, notamment du peuple Chozo. Ces créatures nommées « Metroid » (appelées « métroïdes » dans les épisodes suivants de la série) par les chercheurs sont conservées à l'état léthargique, mais peuvent être ranimées grâce à une exposition longue aux rayons bêta. Pendant le voyage, le vaisseau est attaqué par les Pirates de l’espace qui s'emparent des Metroid. S'ils parviennent à en maîtriser la reproduction, ils pourraient s'en servir comme arme et lancer une guerre bactériologique,.

Carte simplifiée de la planète Zèbes, comme décrite dans le premier jeu de la série.

La Fédération Galactique envoie alors des équipes pour trouver les Pirates de l'espace, qui sont finalement localisés dans les profondeurs de la planète-forteresse Zèbes. Une attaque générale est lancée, mais aucune des équipes ne parvient à arrêter les malfaiteurs, qui viennent juste de parvenir à maîtriser la reproduction des Metroid. La Police de la Fédération décide donc d'engager un chasseur de primes pour infiltrer Zèbes et tuer le leader des Pirates de l'espace, Mother Brain. Samus Aran, présenté comme un cyborg, un humain robotisé à la suite d'opérations chirurgicales et équipé d'une armure obtenue auprès des Chozos (la combinaison de puissance), se rend sur Zèbes, mais la tâche n'est pas facile dans un monde labyrinthique parsemé de créatures diverses et hostiles,.

### Scénario
Samus Aran arrive à Brinstar et trouve rapidement des reliques Chozos, qui améliorent les capacités de son armure (sauter plus haut, se rouler en boule ou tirer plus loin), mais lui permettent surtout de s'introduire plus profondément dans le dédale de couloirs et de puits qui s'oppose à elle. Samus vient à bout des divers ennemis, dont les Pirates de l'espace, tue le boss Kraid, puis traverse Norfair et tue le boss Ridley. Il traverse Tourian, infesté de Metroid, et atteint Mother Brain. Après l'avoir vaincu, Samus quitte les lieux avant la destruction de la planète. La paix est revenue dans la galaxie, mais le joueur apprend que la menace Metroid rôde toujours,.

### Fins multiples
En fonction du temps que le joueur met pour terminer la partie, le jeu propose cinq fins différentes. Pour les joueurs les plus rapides, Samus dévoile son identité et retire son armure, révélant que c'est une femme,. S'il finit Metroid en plus de dix heures, Samus pleure et se retourne ; en moins de dix heures, elle fait au revoir en remuant le bras ; en moins de cinq heures, elle enlève son casque et dévoile sa féminité ; en moins de trois heures, elle enlève son armure ; en moins d'une heure, elle est en bikini.
Sauf dans la version japonaise, une fois le jeu fini, le joueur peut recommencer une partie avec Samus Aran sans sa combinaison, s'il finit la partie dans les temps.

## Système de jeu

### Généralités
Le système de jeu de Metroid est un mélange entre le jeu de plates-formes et le jeu d'action-aventure agrémenté de phases d'action du type shoot 'em up, dans une quête d'items se déroulant dans une carte non-linéaire en deux dimensions. Ce mélange des genres est basé sur le déblocage progressif des équipements et armes, ainsi que des zones, conduisant à des phases de recherches importantes. La presse décrit le système de jeu comme oscillant entre Super Mario, lui empruntant son système de jeu de plates-formes et The Legend of Zelda, reprenant son monde ouvert et sa progression non-linéaire,,,. L'histoire est transmise uniquement sous forme textuelle.
Le joueur contrôle un personnage et peut le déplacer où il le désire dans un univers comportant plusieurs zones interconnectées. Cependant, l'accès à certaines parties ou zones est limité par la présence de portes verrouillées ou de difficultés, qui ne peuvent être franchies seulement si Samus obtient des armes, des power-up ou du matériel spécial, disséminés sous forme d'items dans le jeu. Les améliorations permettent également de vaincre des ennemis de plus en plus puissants et de localiser des raccourcis, des zones secrètes et ouvrir les secteurs fermés, ce qui oblige souvent le joueur à revenir sur ses pas,,.

### Personnage
Samus Aran est une chasseuse de primes engagée par la Police de la Fédération Galactique pour tuer les Pirates de l'espace et récupérer les Metroid. Elle est élevée par les Chozos sur Zèbes, car dans son enfance, les Pirates de l'espace, menés par Ridley, ont exterminé sa famille et les habitants de sa planète, K-2L. Les Chozos, une civilisation technologiquement très avancée composée d'êtres ressemblant à des oiseaux, entraînent Samus au combat, l'aident à devenir une combattante et lui offrent notamment une combinaison de puissance.

Au début de la partie, Samus peut marcher, sauter et tirer avec son arme à rayon court, mais aussi changer de direction lors d'un saut. Le jeu propose dix power-up permanents appelés « éléments de pouvoir », qui améliorent les capacités du personnage. Certains améliorent ses armes, comme le rayon long qui allonge la portée du rayon, et le rayon de glace qui pétrifie la plupart des ennemis en les glaçant, notamment les Metroid, mais aussi le rayon ondulé qui envoie plusieurs boules d'énergie électrique en vagues. Des items modifient les capacités physiques de Samus, comme l'attaque-vrille (appelée attaque en vrille dans les épisodes suivants) qui la transforme en une sorte de disque de scie électrifié lorsqu’elle saute lui permettant de tuer la plupart de ses ennemis, et le saut en hauteur qui lui permet d'aller plus haut. L'item Varia est une combinaison qui lui procure une résistance thermique très élevée, Maru Mari lui permet de se transformer en petite boule (appelé boule morphing dans les épisodes suivants), et la bombe est utilisable lorsque Samus est en boule. D'autres objets sont utiles à la quête, comme les réservoirs d'énergie permettant à Samus de stocker cent points d'énergie supplémentaires et les missiles permettant de détruire certaines portes et la plupart des ennemis,,,. Cependant, toutes les capacités supplémentaires ne sont pas indispensables pour finir le jeu. Pour accéder à certaines zones, le joueur doit maîtriser plusieurs armes ou capacités simultanément : Samus doit se mettre en boule, rebondir sur ses propres bombes pour gagner de la hauteur (bomb jump), ou se mettre en boule, rebondir sur ses propres bombes, puis reprendre sa forme normale pour faire un saut en l'air (ball jump).
Tout contact avec un ennemi provoque une perte d'énergie, la partie s'arrête quand l'énergie de Samus est à zéro. Dans ce cas-là, le joueur redémarre la partie avec un minimum de vie, mais conserve les items obtenus,. Lorsque Samus tue ses ennemis, ils laissent parfois derrière eux des boules d'énergie qui lui permettent de récupérer de l'énergie, mais aussi des recharges de missiles,,,,.

### Niveaux et ennemis
La planète Zèbes est un monde labyrinthique souterrain composé de trois parties : Brinstar, une zone rocheuse ; Norfair, une zone de feu dans laquelle figure de la lave et Tourian, la base centrale. La presse spécialisée comptabilise souvent cinq zones en incluant les repères des deux mini-boss. Tourian, la dernière zone, n'est accessible qu'après avoir parcouru les deux premières et éliminé les deux mini-boss. Chaque zone de Metroid possède un écosystème propre et différent des autres, avec ses décors et ses espèces de monstres, mais toutes sont reliées et accessibles dans le même monde ouvert par le biais de portes ou d'ascenseurs. Les décors, qui semblent parfois organiques, sont peuplés d'ennemis, tous inspirés d'insectes. Il existe également des ennemis que l'on retrouve dans toutes les zones, comme ceux que l'on retrouve seulement à l'approche des zones de transition. Les niveaux permettent des mouvements dans tous les sens. Les cartes sont des assemblages de longs niveaux de type plates-formes orientés à l’horizontale, mais aussi à la verticale. Des passages secrets ou des items sont cachés derrière des pierres (des éléments de murs ou de sols) que Samus Aran peut révéler en tirant dessus.
Sur Zèbes, Samus s'oppose à trente espèces d'ennemis différentes (sept à Brinstar, six dans le repère de Kraid, neuf à Norfair, cinq dans le repère de Ridley, trois sortes ainsi que les Metroid à Tourian), et les Pirates de l'espace Kraid, Ridley (mini-boss) et Mother Brain (boss final). Plus le joueur avance profondément dans la carte, plus les ennemis et les boss se font menaçants et coriaces, tout comme la difficulté du jeu qui augmente progressivement pour maintenir l'intérêt du joueur jusqu'à la fin du jeu. Les ennemis de Samus Aran sont les Pirates de l'espace, races composées de divers aliens insectoïdes, dont les activités consistent à attaquer et piller les mondes sans défense. Kraid est un monstre de type reptilien et Ridley ressemble beaucoup à un ptérodactyle. Mother Brain, boss de fin et leader des Pirates de l'espace, est une grosse masse cervicale informe et palpitante vivant dans une sorte de bocal,. Créée par les Chozos, c'est une intelligence artificielle qui leur est initialement indispensable. Les Metroid, monstres à l'apparence de méduses qui s'agrippent aux ennemis pour absorber leur énergie, sont des bio-organismes génétiquement développés par les Chozos dans le but de débarrasser la planète des formes de vie parasites X. Les Metroid se retournent finalement contre leurs créateurs et les exterminent,,.

## Développement

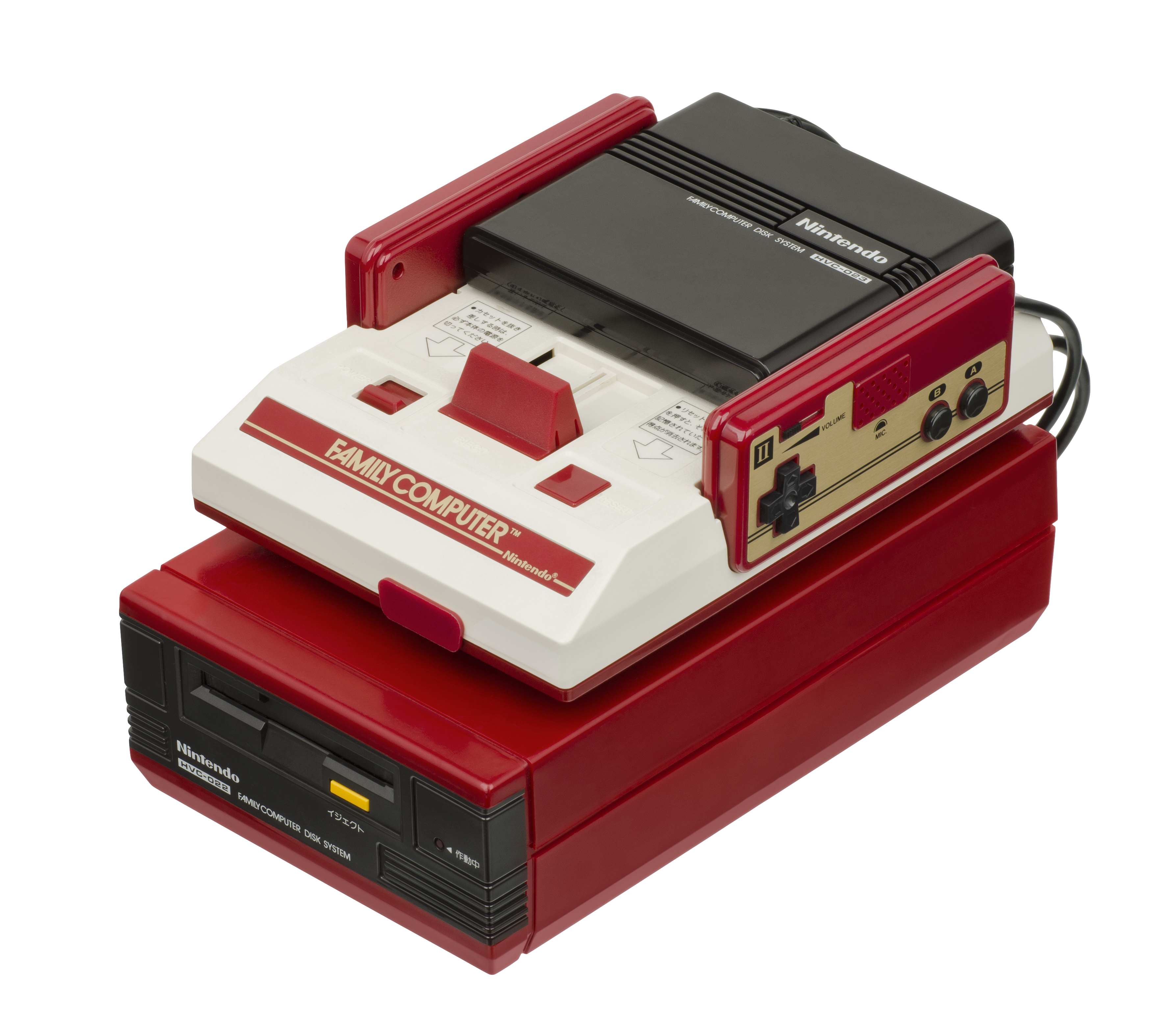
Metroid est créé à l'origine pour soutenir la sortie du Famicom Disk System.

### Genèse
Le 21 février 1986, Nintendo commercialise son extension destinée à la Famicom sur le marché japonais, la Famicom Disk System. Si elle est très bien accueillie, notamment grâce à son système de téléchargement des jeux sur support disquette, elle ne fait pourtant pas l’unanimité auprès des éditeurs. Le coût est minime pour le joueur, mais elle est peu rentable pour ces derniers, qui boudent ce nouveau support avant même sa mise sur le marché. Le nombre de jeux annoncés pour la sortie est donc en deçà des prévisions et devant cette pénurie annoncée, Hiroshi Yamauchi est inquiet. Il lance donc tout son personnel disponible dans la création de jeux pour la Famicom Disk System. Gunpei Yokoi, directeur de la division R&D1 de Nintendo, réfléchit à de nouveaux projets et dans ce cadre-là, il charge deux nouvelles recrues issues de sa division, Hiroji Kiyotake et Hirofumi Matsuoka, qui participent à la réalisation de Game & Watch depuis peu, de plancher sur un nouveau jeu, puisque tous les autres membres de l'équipe sont très occupés à leurs tâches respectives. Et s'ils n'ont aucune connaissance dans le game design d'un jeu sur console, ils ont toutefois carte blanche, car selon Yokoi, « si vous savez dessiner, vous savez faire des jeux ». Ils ne sont cependant pas inquiets, tant ils savent que d'autres membres de l'équipe viendront leur donner la marche à suivre avant la fin de la période de production. Ils se mettent donc à travailler sur ce projet avec l'idée de créer un jeu vraiment amusant,.

« Comme lâchés dans la nature, on s'est réunis et on a discuté. Je lui ai demandé « alors, on fait quoi ? T'as une idée ? » et il m'a répondu « bah, heu, je sais pas moi, on improvise ! (rires) ». »

— Hiroji Kiyotake
Kiyotake réalise en premier lieu les animations en se focalisant sur les mouvements du personnage, au détriment de tous les autres aspects du développement du jeu. Au départ, ils prennent Super Mario Bros. comme repère et décident de faire de leur projet quelque chose que Super Mario Bros. ne propose pas, notamment amener du réalisme. Bien que le personnage ne soit pas réaliste, Kiyotake tente de créer un personnage qui le soit plus que certains déjà existants comme Mario. Par exemple, à la fin de sa course, Mario glisse, ils essayent donc de créer un arrêt net et précis du personnage ; Mario doit éviter les ennemis sous crainte de mourir, ce que Kiyotake et Matsuoka ne veulent pas pour leur personnage. Alors que la majorité des productions sur consoles et en arcade est dominée par des jeux à tableaux fixes (ou « tableaux uniques ») tel que Donkey Kong, les deux recrues souhaitent amener des innovations et à l'instar de The Legend of Zelda, ils veulent que le jeu se déroule dans un monde ouvert dans lequel le joueur sera libre de se déplacer et voyager où il le désire. Au cours de la phase de conception, de nombreuses idées sont proposées puis envoyées à Intelligent Systems qui programme le jeu. Le premier concept de base est simple : courir et tirer dans un univers vaste. Le scénario est lui-aussi très basique : un androïde doit éradiquer les extra-terrestres qui ont envahi un métro intersidéral,.
Le jeu est d'abord appelé Space Hunter, car au départ, le personnage n'est pas un chasseur de primes (bounty hunter en anglais), mais un chasseur ou guerrier de l'espace (space hunter), mais ce titre n'est pas conservé. Le manque de temps empêche la correction du manuel qui évoque un simple chasseur de l'espace. Le jeu est finalement intitulé Metroid, mot-valise des termes anglais metro et android, car les souterrains de la planète Zèbes à ce stade du développement ressemblent à ceux d'un métro et Samus Aran dans sa combinaison ressemble à un androïde. D'autres parts, Space Hunter rappelle vaguement Space Invaders sorti depuis 1978 sur de multiples supports, ce qui les pousse à abandonner la première idée. Le nom Samus Aran est créé par Kiyotake en se basant sur le vrai nom du footballeur Pelé (Edson Arantes do Nascimento), pensant que le nom allait évoluer, mais celui-ci est finalement conservé. Il croit à l'époque qu'il s'appelle Sams Arantes do Nascimento, ce qui lui inspire Samus Aran. Le nom de la planète d'origine des Metroid, SR388, est inspiré par la moto Yamaha SR400 (qui est en réalité dotée d'un cylindrée de 388 cm3). Le nom de la planète Zèbes, est une transcription littérale en japonais de l'expression anglaise the base (« la base »). De plus, Mother Brain, nom du boss de fin, serait en réalité le surnom donné en interne par ses employés au président Yamauchi. Toutefois, cette dernière information est remise au cause par Florent Gorges, auteur de plusieurs ouvrages sur l'histoire de Nintendo, fort de nombreuses interview contradictoires recueillies auprès d'employés de Nintendo n'ayant jamais entendus ce surnom. Concernant la musique, les deux débutants n'implémentent que quelques bips sonores. Ils tentent également d'inclure des voix digitalisées, mais lors d'une visite de routine du président Yamauchi, il les fait supprimer sur conseil de sa propre fille qui l'accompagne à ce moment-là.
Les designers débutants se lancent dans le développement du jeu qui va durer presque dix mois, mais durant toute cette période, ils n'ont pourtant aucune idée de ce que sera le produit final. Ils avancent au jour le jour, pas à pas dans un projet vaste et démesuré, en attendant que d'autres membres de la division aient terminé leurs travaux et puissent rejoindre le projet,.

### Arrivée de Sakamoto et du reste de la division R&D1

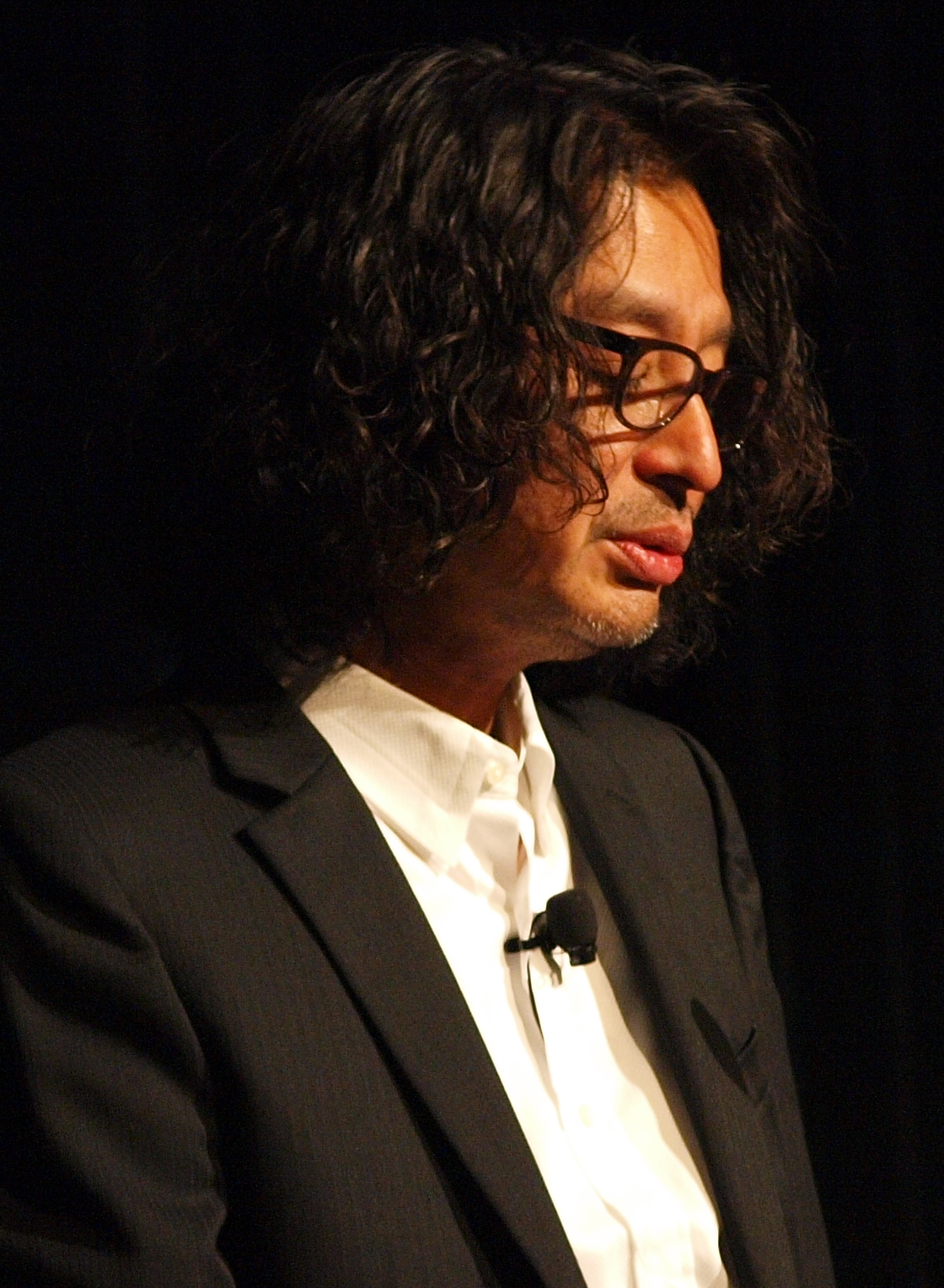
Yoshio Sakamoto, personne clef de l'histoire de Metroid.

Nintendo, qui a pour habitude de déplacer les concepteurs et programmeurs d'un projet à l'autre et d'un rôle à un autre, place Yoshio Sakamoto sur le projet trois mois avant la sortie du jeu. Lorsque Sakamoto est intégré au projet, très peu de choses sont faites. Les décors sont identiques, le personnage ne peut exécuter que les mêmes actions, il peut se déplacer mais le game design est sommaire. Cependant, l'esthétique globale de Metroid est déjà là : un univers sombre avec un personnage puissant attaquant ses ennemis.

« Lorsque je suis arrivé, le jeu était réduit à sa plus simple expression. Seule une partie de l'histoire, le héros, les tirs, la map ainsi que quelques graphismes étaient terminés. Il fallait créer des boss, des bgm [(background music)], des interactions, un level design cohérent etc. Petit à petit, le jeu a pris forme et il n'était plus qu'un simple run and gun. »

— Yoshio Sakamoto
Au début du développement, l'équipe est réduite, mais à la fin du processus, toute la division travaille sur le projet pour le finaliser. Le développement de Metroid est finalement attribué au studio de Nintendo R&D1, avec la participation d'Intelligent Systems, et produit par Gunpei Yokoi. Le projet est dirigé par Satoru Okada et Yoshio Sakamoto, la musique est réalisée par Hirokazu Tanaka. Makoto Kanoh écrit le scénario, alors que Hiroji Kiyotake, Hirofumi Matsuoka et Yoshio Sakamoto créent les personnages du jeu,,. La création de Samus Aran est créditée à Kiyotake,.
La phase finale de production est décrite comme très libre dans son déroulement par Tanaka, car en dépit d'être le compositeur, il a aussi demandé certains changements au niveau des graphismes du jeu et a choisi tous les noms des cartes. Dans une interview réalisée par le journaliste Christian Nutt pour le site Gamasutra, Yoshio Sakamoto déclare que la totalité de la conception est réalisée en interne, mais le studio a confié une partie du codage à Intelligent Systems, qui est ainsi chargé d'effectuer les tâches techniques comme la réalisation des graphismes ou le moteur de jeu permettant les mouvements. L'entreprise propose régulièrement à R&D1 un programme assemblé, que la division peut tester ou utiliser. Intelligent Systems réalise uniquement et strictement ce que demande R&D1. Pour Sakamoto, l'équipe ne se souciait pas à l'époque de savoir qui avait créé quoi et estime que la conception du jeu fut un effort collectif. Pourtant, Sakamoto semble vouloir faire de Metroid un jeu unique pour marquer Nintendo de son empreinte,.

### Conception
À la fin de la première phase de développement, c’est-à-dire trois mois avant la commercialisation du jeu, Samus Aran et les données graphiques des cartes sont conçues, mais les ennemis et les boss ne sont pas au niveau des attentes. Le film de science-fiction Alien, réalisé par Ridley Scott en 1979, a une très forte influence sur les visuels et le style de Metroid dès lors que le monde fictif est créé. L'équipe de développement est impressionnée par le travail d'Hans Ruedi Giger, le créateur des monstres du film, et trouve que ses créations correspondent bien à l'univers de Metroid et s'adaptent parfaitement aux éléments déjà créés. Plusieurs éléments du jeu ressemblent fortement à ceux du film : le nom du boss Ridley est en hommage au prénom du réalisateur et les monstres se ressemblent, ils partagent le même univers sombre et isolé, les protagonistes sont des femmes,. À mi-chemin dans le processus de développement final, l'équipe réfléchit à la manière de proposer une fin originale, notamment comment en faire une récompense pour les joueurs ayant terminé le jeu le plus rapidement, et envisage en premier lieu de faire enlever le casque de Samus. Puis un membre de l'équipe évoque que cela serait « un choc si la personne dans la combinaison était une femme », et cette idée est intégrée au gameplay, « sur-le-champ » selon Sakamoto. L'équipe décide de proposer plusieurs fins (Samus enlève son casque, enlève son armure…), car à l'époque les joueurs rejouent souvent aux jeux en boucle lorsqu'ils les ont fini. Cela permet d'amener à chaque fois des nouveautés,.
Sakamoto déclare que le gameplay de Metroid n'est pas le fruit du hasard. Nintendo demande un jeu totalement nouveau avec un système de jeu jamais vu jusque-là. L'équipe crée un système de jeu intéressant, mais une date de sortie est décidée sans que l'équipe de développement soit au courant, alors que le jeu n’est même pas jouable. À l'approche de la sortie, l'équipe se réunit alors pour décider des orientations à prendre sans rien rajouter au système de jeu, le personnage ne peut que sauter, courir et tirer. Les solutions apportées sont de développer des niveaux labyrinthiques dans lesquels le joueur recherche des power-up et des passages secrets permettant l'ouverture progressive de nouvelles zones. Ceci en fait le gameplay final,.

« Un designer senior m'a dit : « J'aimerais vous demander quelque chose ». Il voulait savoir si nous pouvions faire quelque chose pour Metroid. Au départ, j'ai refusé, mais cette personne m'a persuadé. À la fin, j'ai dit : « C'est bon. Je m'en occupe ». Et malgré le manque de temps et de mémoire, nous avons terminé en trois mois. C'est ainsi que j'ai commencé à travailler sur Metroid, et sans que je m'en rende vraiment compte, c'est pratiquement devenu l'œuvre de ma vie. »

— Yoshio Sakamoto
Metroid est officiellement défini comme un jeu de tir à défilement horizontal. Sakamoto le décrit comme un jeu dans lequel il faut principalement courir et tirer. Il déclare que ces fonctionnalités ont été développées progressivement, mais le développement du jeu n'a pas duré longtemps pour autant, car il est dangereux de se lancer dans de telles modifications à l'approche de la fin du projet. Le Maru Mari (possibilité de se mettre en boule) est le résultat des difficultés des programmeurs à réaliser une animation réaliste pour faire ramper le personnage dans des petits passages. La solution trouvée est de transformer Samus en boule, pour lui permettre de s'infiltrer dans les petits couloirs tout en gardant une animation de qualité. L'équipe dessine beaucoup d'images, mais elle est limitée par les capacités de stockage du support, bien que le Famicom Disk System en augmente les possibilités : une cartouche peut contenir 30 ko de données alors qu'une disquette offre 128 ko d'espace. L'équipe est obligée de trouver des solutions. Par exemple, le rayon utilise la même image retournée, que Samus Aran soit orientée vers la gauche ou vers la droite. Un autre exemple est une démo réalisée au début du développement, dans laquelle Samus Aran tire, se transforme en boule et se déplace ; Gunpei Yokoi veut l'inclure dans le générique, mais l'espace disponible permet uniquement à Sakamoto d'afficher le logo. En outre, les animations très détaillées du personnage sont abandonnées par manque de place. Le manque de place oblige également les développeurs à trouver des astuces et amène des nouveautés. Par exemple, le rayon de glace pétrifie les objets, et pour y arriver, il a simplement suffit de modifier la couleur des objets touchés et leurs masques de collision. En outre, ces nouveaux objets ont permis d'obtenir de nouvelles plates-formes sans en créer et donc sans utilisation d'espace de stockage mémoire supplémentaire.
Plusieurs équipes développent les niveaux, engendrant un important nombre de personnes dessus. Le résultat est assez critiqué, certains pensent que les joueurs ne comprendront pas, d'autres pensent qu'il faut tout réécrire. En tout cas, ils pensent tous que Samus Aran doit courir très vite, ce qui est appliqué autant que possible, conduisant à des cartes très étendues. De son côté, Satoru Okada apporte au jeu la réalisation de l'aspect non-linéaire. Pour des raisons techniques, l'équipe est limitée dans ses choix, soit opter pour un scrolling vertical ou bien un scrolling horizontal. Pour éviter les plans fixes sur les zones verticales, qui auraient amoindris l'impression de profondeur de la carte, Okada impose aux programmeurs de trouver des solutions pour permettre le scrolling sur les deux axes en temps réel. L'équipe parvient à créer des niveaux immenses en économisant de la place, mais également en usant de quelques techniques particulières. Tout d'abord, elle choisit de ralentir la vitesse du scrolling lors des changements de tableaux mais également lors des chutes de Samus, ce qui a pour effet de donner une impression d'immensité à la carte. D'autre part, la vitesse de Samus est redescendue d'un tiers, ce qui permet d'arriver beaucoup moins vite au bout des couloirs. L'équipe crée différentes zones colorées dans les décors identiques, afin que le joueur puisse se rendre compte de sa progression. Les couloirs et les salles dessinées au départ ayant amenés l'idée du métro souterrain, sont maintenant devenus des zones immenses et avec une musique angoissante. Le métro ne correspond plus, le lieu se transforme donc en planète souterraine hostile sur la proposition de Makoto Kanoh.

### Recherche, ambiance etpower-up
Avec une histoire beaucoup plus noire que celle des jeux classiques sur NES, Metroid dénote des jeux familiaux de l'époque ou contemporains, jeux sur lesquels Nintendo concentre son activité. La firme japonaise tente de positionner Metroid en marge des autres jeux de sa gamme et cible les joueurs plus âgés, en faisant un jeu d'aventure non-linéaire dans lequel l'exploration est une composante prépondérante de l'expérience de jeu. Le titre oblige souvent le joueur à revenir sur ses pas pour pouvoir progresser. Metroid est également un des premiers jeux vidéo à donner une impression de désespoir et de solitude au joueur. Ce sentiment est provoqué par des niveaux en monde ouvert dans lesquels le joueur peut aller où bon lui semble, sans bénéficier d'aucun guidage ou indication sur la direction à prendre,.
Les projets créés et dirigés par Sakamoto peuvent être séparés en deux groupes, les jeux empreints de comique comme la série WarioWare et ceux sérieux, comme Metroid. En 2010, Sakamoto déclare que pour ces derniers, sa plus grande influence sont les films du réalisateur italien de films d'horreur Dario Argento, en particulier Les Frissons de l'angoisse sorti en 1975, qui lui ont appris l'ambiance, le timing, la préfiguration d'évènements futurs et les contrastes musicaux, des éléments clefs pour générer des réactions chez les spectateurs. D'autres films ont également influencé la carrière de Sakamoto, dont Léon de Luc Besson en 1994, Le Syndicat du crime de John Woo en 1986 et Carrie au bal du diable de Brian De Palma en 1976. Sakamoto applique tous ces éléments fondamentaux à chacun de ses jeux, qu'ils soient sérieux ou comiques,.
De la même manière que The Legend of Zelda, Metroid a contribué à lancer l'idée de l'acquisition d'outils ou d'armes permettant de renforcer le personnage de façon définitive et l'aider dans sa progression dans le jeu. Jusqu'à cette époque, la plupart des power-up, comme le Power Shot dans Gauntlet ou la Super étoile dans Super Mario Bros., n'offre qu'une amélioration des personnages limitée dans la durée — amélioration optionnelle pour pouvoir progresser dans le jeu. Dans Metroid, cependant, les items deviennent des éléments permanents de l'équipement du personnage. En particulier, les missiles et le rayon de glace sont indispensables pour terminer le jeu.

### Fin et sauvegarde
Après avoir vaincu Mother Brain, le joueur obtient un écran différent en fonction du temps qu'il a mis à y parvenir. Metroid est l'un des premiers jeux à proposer une fin multiple (cinq fins). Dans les trois derniers dénouements, Samus Aran apparaît sans sa combinaison pour la première fois, révélant que le personnage est une femme,.
Le système de disquette utilisé par la version Famicom Disk System permet au joueur de sauvegarder les données de trois parties au maximum. Le système utilisant une pile électrique pour sauvegarder les fichiers n'est pas prêt au moment de la sortie mondiale de Metroid sur NES. De ce fait, les versions occidentales du jeu proposent un système de mot de passe pour remplacer la sauvegarde, ce qui est nouveau dans l'industrie vidéoludique. Le joueur doit noter sur un support annexe un code composé de vingt-quatre caractères et le rentrer lors d'une prochaine partie pour repartir du même endroit. Les codes permettent des changements dans le gameplay, comme le code « NARPAS SWORD » qui donne notamment des munitions et la santé infinies et tous les power-up. Le code « JUSTIN BAILEY » permet de jouer avec le personnage Samus Aran sans sa combinaison,,.

## Bande son
À l'arrivée de la Famicom, un séquenceur musical destiné à la console est disponible et la plupart des compositeurs utilisent un PC pour convertir les fichiers MIDI au format Famicom, mais Hirokazu Tanaka utilise un séquenceur qu'il a créé et de l'assembleur comme langage de programmation. La version Famicom Disk System comporte une voix polyphonique supplémentaire grâce au processeur sonore de la console différent de la NES. De plus cette dernière propose des cartouches avec moins de place de stockage, ce qui fait que la qualité de l'ambiance sonore en a été réduite,.
Gunpei Yokoi n'impose rien de particulier à Tanaka qui compose donc les musiques qu'il désire. Tanaka veut réaliser une bande son qui donne l'impression au joueur de rencontrer un organisme vivant et de ne pas pouvoir faire la différence entre musique et effets spéciaux. L'unique composition mélodique de Metroid est jouée lorsque Mother brain est vaincu, pour permettre au joueur d'avoir la plus grande catharsis possible. Pendant tout le reste de la partie, la musique est plus minimaliste, car Tanaka tenait à ce que les mélodies soient à l'opposé des musiques pop et joyeuses largement majoritaires dans les jeux vidéo de cette époque,.
La bande son de Metroid est intimidante, à l'atmosphère sombre et claustrophobe,. Dans son livre Maestro Mario: How Nintendo Transformed Videogame Music into an Art, Andrew Schartmann note la possible influence de la bande son d'Alien réalisée par Jerry Goldsmith, sur la musique de Metroid, hypothèse fondée sur la reconnaissance par Sakamoto de l'influence du film sur le jeu vidéo. Pour Schartmann, « la meilleure contribution de Tanaka à la musique vidéoludique est paradoxalement une forme de silence. Il est indiscutablement le premier compositeur de musique de jeu vidéo à mettre l'accent sur l'absence de son dans ses musiques. La musique de Tanaka est le prototype même d'effet d'isolement et d’atmosphère qui pénètrent profondément les émotions ». Il précise que comme Metroid, le film doit ses passages les plus tendus aux silences.
La bande son ou parfois seulement certaines pistes de Metroid ont été rééditées dans une multitude de compilations musicales vidéoludiques.

## Commercialisation

Logo de la version japonaise du jeu, édité pour la première fois en août 1986.

Metroid est publié le 6 août 1986 sur la Famicom Disk System, un périphérique de la Famicom qui permet de lire des disquettes et utilise un meilleur processeur sonore. Un an plus tard, le jeu est édité sur NES en août 1987 aux États-Unis, puis en 1988 dans le monde. En 1987, Nintendo commercialise Metroid en arcade sur borne PlayChoice-10, dont le principe est de payer et jouer pour une durée limitée,. La version NES est rééditée en 1992 aux États-Unis dans la série Classic Series, dans une cartouche de couleur jaune.
Metroid connait plusieurs rééditions. Le jeu est inclus sous forme de bonus à débloquer dans Metroid Prime, sorti sur GameCube en 2003. Metroid est porté en 2004 sur Game Boy Advance au Japon aux éditions Famicom Mini, et aux éditions NES Classics en Amérique du Nord et en 2005 en Europe. Cette version est en tous points identique à l'originale, cependant, une sauvegarde du dernier mot de passe est effectuée. Le jeu a également été réédité en version dématérialisée sur les consoles Wii en 2007, 3DS en 2012 et Wii U en 2013. Le jeu original Metroid est également inclus dans le remake du jeu Metroid: Zero Mission.
Metroid est également disponible sur la réédition de la console NES, nommée NES Mini. Sortie le 10 novembre 2016, la console NES miniature permet de jouer à 30 jeux NES préinstallés. Le jeu est édité sur la Nintendo Switch via le service Nintendo Switch Online en novembre 2018. Le 13 février 2019, une version SP est publiée sur le service Nintendo Switch Online. C'est une version modifiée de l'original.

## Réception

### Accueil de la version originale
L'accueil de Metroid par la presse spécialisée à l'époque de sa sortie est majoritairement positif, malgré le niveau de difficulté jugé assez élevé par plusieurs journalistes. Les journalistes du magazine Génération 4, qui évaluent le jeu à 99 %, sont étonnés par sa richesse et l'immensité des niveaux. Ils estiment cependant que Metroid n'est pas difficile, mais la diversité des ennemis, des pièges et des cachettes apportent de nombreuses heures de jeu. Pour eux, le personnage est doté d'une jouabilité exemplaire répondant parfaitement aux actions sur les commandes. Ils évoquent un titre « passionnant et agréable », qu'ils qualifient de « jeu d'aventure-arcade dément ». Pour le journaliste de Micro News, Metroid est un « jeu d'aventure qui ne plaisante pas ». Selon lui, les monstres sont effroyables et la quantité de vie insuffisante pour faire face aux attaques des ennemis, dans des niveaux inquiétants et très longs, aussi glauques et organiques que les décors du film Alien. Seul le magazine Tilt livre une critique plutôt négative avec une note de 12 sur 20. Le journaliste remarque certaines qualités au jeu : il est correctement réalisé, avec une gestion des commandes irréprochable, une animation, un son et un graphisme des protagonistes mettant en valeur la console, ainsi qu'un bruitage de bon niveau. Mais les critiques fusent : le scénario est trop complexe et pas original, le joueur est assailli par de trop nombreux ennemis, le lassant et le désintéressant du personnage principal. La répétitivité des décors, qui ne varient que par leur couleur, limite l'attrait pour le jeu qui souffre d'une difficulté trop importante, même pour un joueur confirmé. Pourtant Player One, qui estime la difficulté bien dosée et le gameplay très rapide, précise : « ça tire dans tous les sens » et le joueur reste ébahi. Pour les journalistes de Power Play, le jeu est complexe mais les graphismes sont trop répétitifs. Pour Martin Rimmel, le journaliste d'ASM, les graphismes et l'animation sont de bonne qualité et les effets sont même parfois impressionnants. Metroid est un bon jeu d'aventure, complexe, même si pour lui, il n’atteint pas le niveau des jeux dont il s'inspire, notamment The Legend of Zelda. Dès la sortie en juillet 1986, le journaliste de Computer & Video Games estime que Metroid est un blockbuster absolu avec plein de petits détails, comme des armes diverses ou la possibilité de se transformer en boule pour s'infiltrer dans des petits passages dans les murs. Il s'étonne qu'il y ait tellement de choses incluses dans le jeu.

### Passage à la postérité
Le jeu obtient un grand succès au Japon et aux États-Unis grâce à son concept original et un univers marquant ; il devient rapidement un classique du jeu vidéo. Le site web GamesRadar+ estime que le jeu a vieilli dès lors que Super Metroid est sorti, mais était fantastique et peu de jeux étaient aussi captivants à l'époque. Le mélange du jeu de plates-formes et du jeu d'aventure donne naissance à un genre complètement nouveau dès le premier opus de la série. « Mythe entre les mythes, Metroid est à l'origine de multiples épisodes tous aussi géniaux […] et beaucoup lui vouent un véritable culte ». Dans une rétrospective centrée sur la série Metroid, les journalistes de GameTrailers soulignent l'héritage que laisse le premier jeu de la série et ses effets sur l'industrie du jeu vidéo. Ils notent que le concept de recherche et découverte est ce qui continue à faire le succès de la franchise. La combinaison de sprites détaillés, de la conception d'une carte originale, et d'une musique intimidante crée « une ambiance et une atmosphère inédites qui plonge le joueur dans un état presque claustrophobique ». La boule morphing (possibilité de se mettre en boule) produit « un vrai élan de fraîcheur sur tous les jeux de la série ». Le titre apporte une action explosive dans la ludothèque de la NES et un nouveau respect pour les protagonistes féminins. Pour John Harris du site web Gamasutra, Metroid n'est pas le premier jeu à proposer un monde ouvert, un système de jeu plates-formes-exploration dans une vue latérale, ni non plus le premier jeu à autoriser l'entrée à certaines zones au joueur seulement s'il a obtenu de nouveaux items, mais il est le premier à inclure tous ces éléments et les mélanger rigoureusement dans la structure d'un système de jeu. Pour le journaliste de Retro Gamer qui réalise dans le numéro 65 de 2009 un dossier sur l'histoire de la série Metroid et un autre sur le making-of de Super Metroid, Metroid est un jeu unique, un jeu novateur et ambitieux en termes de gameplay et de design, qui propose au joueur, comme The Legend of Zelda, un univers en monde ouvert sans précédent. Pour lui, peut-être que si Metroid ne partage rien des jeux Nintendo comme Donkey Kong ou Mario, c'est que Shigeru Miyamoto n'a pas participé au développement. Metroid est un modèle de jeu de tir multi-facettes, avec une aventure multiplateforme superbe. En 1986, les fans du jeu sont choqués quand ils apprennent que Samus Aran est une femme. À l'époque, une femme comme protagoniste principal est une première,. Matt Fox écrit dans The Video Games Guide: 1,000+ Arcade, Console and Computer Games, 1962-2012 que Metroid acquiert une partie de sa notoriété grâce à sa fin avec révélation surprenante. Pour le site web GamesRadar+, Nintendo entretient peut-être l'ambiguïté et décide de ne révéler qu'à la fin du jeu que Samus Aran est une femme, car les protagonistes féminines sont très rares à l'époque.

### Accueil de la versionGame Boy Advance

Design du logo de Metroid, utilisé sur les diverses boites en carton.

La réédition de Metroid en 2004 sur Game Boy Advance, dix-huit ans après la sortie d'origine, est très moyennement accueillie. L'ensemble des critiques reconnaît toutefois un jeu devenu classique, ayant produit des suites à succès, laissé un héritage fort et une empreinte sur le jeu vidéo. La journaliste Romendil de Jeuxvideo.com teste le jeu et note que, rétrospectivement, l'ambiance de ce premier opus, limitée par les capacités de la console, n'est pas aussi palpable que dans Super Metroid. Elle remarque que le portage comporte les ralentissements d'origine quand plus de trois ennemis sont affichés à l'écran. C'est finalement un jeu culte qui a un peu vieilli mais qui est à l'origine d'une série prestigieuse. Pour le journaliste Trunks de Gamekult, la magie opère encore notamment grâce à des musiques inoubliables, pourtant, le jeu souffre d'une laideur et des mêmes ralentissements car il est identique à l'original. Cette réédition, destinée aux fans, comporte beaucoup d'éléments jouant en sa défaveur. Pour Craig Harris du site web IGN, Metroid est long et difficile, et n'avoir aucune aide est assez déroutant, d'autant plus que les secrets disséminés augmentent encore la difficulté, mais également l'attrait du jeu. Par contre, les restrictions de mouvement de Samus, qui ne peut que tirer vers le haut ou sur les côtés, rendent la tâche difficile. Finalement, il trouve ahurissant que Nintendo réédite Metroid alors que le jeu est inclus l'an passé (en 2003) dans Zero Mission. Bob Colayco, journaliste sur le site web GameSpot, estime que cet opus n'est pas à la hauteur des standards du jeu d'action-aventure du moment. Pour lui, le plus gros problème est que ce qui a fait le charme à l'époque est maintenant considéré comme ennuyeux : des passages secrets cachés dans des endroits non intuitifs, obligeant le joueur à sauter, placer des bombes ou tirer partout ou sur tous les murs, mais aussi des passages avec des décors quasiment identiques créant de la confusion, tout comme le grand nombre de couloirs verticaux à explorer et nécessitant des longues séries de saut. Le système de jeu n'a donc pas bien vieilli selon Colayco. L'animation de Samus Aran est plutôt décente, comme la diversité des ennemis. Le plus gros problème est l’homogénéité de la conception des niveaux, dont seule la couleur change créant des problèmes de pathfinding. Finalement, Metroid ne mérite pas d'être réédité, d'autant plus qu'un remake comme Zero Mission offre un meilleur gameplay et inclut justement ce même premier opus.

### Accueil de la version dématérialisée
L'accueil de la version dématérialisée reste mitigé, même si certaines notes données sont élevées. Certains relèvent la difficulté et les secrets disséminés, et les autres en font leurs points négatifs et conseillent d'attendre la sortie de Super Metroid sur les consoles virtuelles. Le journaliste de Jeuxvideo.com Anagund note Metroid à 19 sur 20 et le décrit comme un classique du jeu vidéo, aux difficultés old-school : un pilier du jeu d'aventure-action. Il décrit l'acquisition progressive des items et remarque que le gameplay est fait de telle sorte que le joueur est confronté aux besoins d'un élément qu'il va bientôt découvrir, ce qui suscite de l'intérêt et une certaine attente. La conception des niveaux oblige le joueur à tout explorer de fond en comble. Il estime l'atmosphère du jeu « particulièrement éprouvante et suffocante », ce qu'il pense être « une prouesse hors du commun pour un jeu datant de 1986 ». Il trouve la nécessité de remplir ses réservoirs d'énergie assez fastidieuse. Les graphismes ont vieilli et quelques clignotements sont visibles, mais ce style, ayant son identité propre, reste une réussite marquante. Le mélange du jeu et de la qualité sonore fait pour lui du jeu une réussite ludique et artistique. Pour le journaliste Lucas M. Thomas du site web IGN, qui donne la note de 8 sur 10, c’est peut-être ce sentiment d'isolation qu'il procure, qui a fait de Metroid un titre si unique. Il reste une formidable expérience, même s'il tient à signaler à ses plus jeunes lecteurs que le jeu est un peu trop ouvert. Pour lui, c’est encore un des jeux les plus significativement difficiles. Malgré des contrôles raides, aucune aide apportée et des graphismes vieillots et même si chaque opus suivant a amélioré tous les éléments importants du jeu, Metroid a toujours autant de pouvoir nostalgique, attire toujours les joueurs et les pousse à recommencer à y jouer. Cependant, le journaliste du site web GameSpot Frank Provo et le rédacteur de Nintendo Life Darren Calvert émettent le même avis, donnent tous les deux une note légèrement au-dessus de la moyenne et remarquent quelques problèmes. Même si le jeu est un standard, le système de jeu a vieilli, il est maintenant ennuyeux selon les critères de la fin des années 2000. La recherche d'items cachés, les cartes labyrinthiques dans lesquelles le joueur se perd, des graphismes répétitifs et un son daté sont autant de points négatifs, qui les obligent à ne conseiller Metroid qu'aux nostalgiques et proposer d'attendre la réédition de Super Metroid,.

### Analyse de la bande son
Les journalistes décrivent la bande-son comme sombre, lugubre et inquiétante, aux effets claustrophobiques. Anagund de Jeuxvideo.com déclare que Metroid est sans conteste le jeu des années 1980 à posséder la bande-son la plus poussée, grâce notamment à l'efficacité des titres écrits par Hirokazu Tanaka. Andrew Schartmann écrit dans son livre Maestro Mario: How Nintendo Transformed Videogame Music into an Art que la musique de Tanaka met en scène merveilleusement bien les silences et procure un sentiment d'isolement. Cet avis est partagé par un journaliste du site web GameSpot ayant rédigé le dossier History of Metroid, qui remarque comment la musique évoque « superbement » le sentiment propre de solitude et d'isolement que quelqu'un pourrait ressentir en s'infiltrant seul sur une planète extraterrestre hostile. Pour Schartmann, les nombreuses mises en situation du silence dans la bande son de Tanaka sont révolutionnaires dans l'univers du jeu vidéo.

### Ventes
Grâce aux ventes confortables du Famicom Disk System au Japon, Metroid s'écoule à 1.04 million de copies, sans pour autant être un triomphe, car d'autres jeux comme Gradius ou Dragon Quest tiennent le haut du pavé en 1986. En Europe, 340 000 exemplaires trouvent acquéreurs.
En 2004, la Computer Entertainment Supplier's Association (CESA) estime le nombre d'exemplaires vendus à 2,73 millions d'unités.
Malgré un certain succès, Metroid n’atteint jamais l'accueil phénoménal réservé par la presse et les joueurs à Super Mario Bros. et The Legend of Zelda.

### Distinctions
Metroid est reconnu comme le premier jeu vidéo à intégrer une femme en tant que protagoniste, même si cinq ans plus tôt Ms. Pac-Man met en scène un personnage principal féminin, et surtout malgré le jeu de Namco Baraduke sorti un an plus tôt en 1985, dont le protagoniste est une femme appelée Kissy (puis Toby Masuyo quand elle est intégrée plus tard dans d'autres jeux),.
Le site web IGN classe Metroid à la 74e place de son classement des 125 meilleurs jeux Nintendo de tous les temps. Le site 1UP.com classe Metroid à la 54e place de son classement The Essential 100. Le magazine Game Informer place Metroid, dans son numéro 100 d'août 2001, au sixième rang dans son classement des 100 meilleurs jeux vidéo de tous les temps (Game Informer's Top 100 Games Of All Time), puis dans son Top 200 (The Top 200 Games Of All Time) à la 7e place à l'occasion de son no 200. Le magazine Electronic Gaming Monthly place Metroid à la 44e place dans son 100 Best Games Ever pour son 100e numéro en 1997, puis à la 69e place lors de son 150e numéro en 2002,. Nintendo Power classe Metroid à la 2e place de son Top 30 dans son no 3 de novembre/décembre 1988. Nintendo Power place Metroid au 11e rang des meilleurs jeux de son Top 200. Deux ans plus tard, Nintendo Power place de nouveau Metroid dans son Best of the Best sur NES au 5e rang. Le site web Arcade Sushi élabore un classement des 25 moments les plus étonnants du jeu vidéo (25 Most Astonishing Moments in Video Games) et classe Metroid à la 3e place grâce à la révélation finale du scénario dévoilant que Samus Aran est une femme. Le site GamesRadar+ place Metroid au 4e rang de sa liste de meilleurs jeux NES de tous les temps. John Harris du site web Gamasutra place Metroid au 4e rang de son Game Design Essentials: 20 Open World Games. En 2002, Game Informer désigne Metroid comme le 5e meilleur moment du jeu vidéo dans son top nommé The 25 greatest moments in video games, pour sa fin dévoilant que Samus Aran est une femme. En 2007, Hardcore Gamer place Metroid dans son The Hardcore Gamer Hall of Fame, liste des jeux les plus importants, influents ou historiques. À l'occasion de la sortie du jeu Metroid: Samus Returns le 15 septembre 2017, Pixel - Le Monde.fr réalise un classement des meilleurs jeux de la série Metroid, dans lequel Metroid est désigné 5e meilleur jeu.

## Postérité

### Naissance de la série
Metroid est un des trois titres majeurs de l'année 1987 pour Nintendo. Même si le jeu ne rencontre pas à l'époque de sa sortie l'enthousiasme obtenu par The Legend of Zelda et Super Mario Bros., il obtient un succès important en Amérique du Nord et au Japon, devenant le point de départ d'une série de jeux lucrative qui perdure encore 38 ans après sa création,. En septembre 2012, la série totalise 17,44 millions d'exemplaires vendus toutes plates-formes confondues. Si Metroid tire notamment son inspiration du film Alien, comme Samus Aran qui est non sans rappeler Ellen Ripley, la série réussit à tirer son épingle du jeu et trouve sa propre identité, surtout grâce au troisième épisode, Super Metroid. La série fait également un passage remarqué à la 3D avec la série dérivée Metroid Prime. Metroid a également eu droit à un jeu vidéo dérivé de flipper nommé Metroid Prime Pinball. La série est considérée comme l'une des meilleures franchises du jeu vidéo,.

### Naissance d'un genre

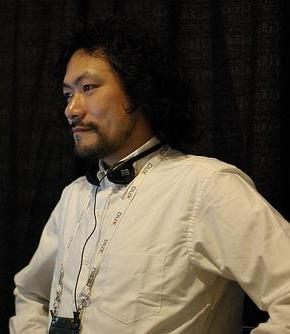
Koji Igarashi, l'un des créateurs du genre Metroidvania.

La série Metroid a influencé de nombreux jeux, notamment Castlevania: Symphony of the Night, point de départ d'un genre qui va se développer.
Le Metroidvania, mot-valise des noms des deux séries en question, est un sous-genre du jeu vidéo d'action-aventure, conçu par Koji Igarashi en s'inspirant de Super Metroid, qui intègre principalement les éléments du système de jeu de la série Metroid et ceux des jeux de la série Castlevania à partir de Symphony of the Night. C'est un jeu de plates-formes dont la carte comporte de grandes zones interconnectées. Cependant, le joueur ne peut accéder à certaines zones fermées par des portes, des portails ou des difficultés, qu'il franchit grâce à de nouveaux items, armes, ou capacités qu'il doit acquérir en cherchant dans les niveaux ouverts. Chaque acquisition ouvre progressivement les passages ou permet au joueur de maîtriser des difficultés infranchissables jusque-là, mais aussi à vaincre des ennemis de plus en plus ardus à vaincre. Ce système de jeu oblige le joueur à repasser sur ses pas et à tuer de nouveau des ennemis, lui permettant de se réapprovisionner en points de vie, en points d’expérience et en missiles, en bombes ou en armes. Même si les marqueurs des jeux Metroidvania sont apparus dans des jeux plus anciens comme Adventure, Donkey Kong, Xanadu et Brain Breaker, Metroid reste considéré comme le jeu pionnier du genre,,.

### Remake
Metroid fait l'objet d'un remake en 2004 sur Game Boy Advance sous le titre Metroid: Zero Mission, avec des graphismes améliorés et de nouveaux éléments de gameplay. Pour rassurer les fans sceptiques sur l'utilité d'un remake, Sakamoto déclare que le but est de faire connaître les premières aventures de Samus Aran aux plus jeunes joueurs qui n'ont pas eu la possibilité de découvrir Metroid sur NES. Zero Mission ne se contente pas de s'inspirer de l'original, il emprunte des éléments de tous les épisodes parus jusque-là, pour se rapprocher plus de Super Metroid. Il comprend également un chapitre supplémentaire, après la mort de Mother Brain.
Le jeu original Metroid est également inclus dans Zero Mission.

### Adaptation
La bande-son et parfois seulement certaines pistes de Metroid ont été rééditées dans une multitude de compilations musicales vidéoludiques. Ainsi, plusieurs chansons sont disponibles sur les compilations comme Game Sound Museum ~Famicom Edition~ 12 Metroid, Super Metroid: Sound in Action, Famicom 20th Anniversary: Original Soundtrack Vol.1, Metroid Original Soundtrack: Orchestra Version,, Famicom Music Vol.2,,,, Toy Music: Dancing Super Mario Brothers,,, Famicom Graffiti: Nintendo Disk Card Edition, Famicom 20th Anniversary: Arrange Sound Tracks, Famicom 20th Anniversary: Game Music DVD et sur la disquette fournie avec le magazine Nintendo Dream no 118 en 2004.
Au fil des années, Samus Aran n'est pas seulement apparue dans des jeux de la série Metroid, elle a été intégrée dans un très grand nombre de jeux et pas seulement des jeux Nintendo. Par exemple, elle figure comme personnage jouable, caméo, icône ou simple élément du décor, dans Super Smash Bros., Super Mario RPG, F-1 Race, Tetris (version NES), ou aussi dans les mini-jeux de la série WarioWare comme WarioWare, Inc. : Mega Mini-Jeux, WarioWare: Touched! ou WarioWare: Twisted!,,.
Certains épisodes de la série Metroid ont été adaptés en manga et en comics. Le livre Wanpakku Metroid Manga Strategy Guide, édité par Wanpakku Comics en 1986 et basé sur Metroid, vise à aider le joueur, mais peut aussi être lu comme un manga.
Il existe plusieurs figurines à l’effigie de Samus Aran, vêtue de divers costumes comme le costume de puissance, le Zero Suit, Swim Suit, Light Suit ou même à bord d'un vaisseau,,,,.
En 2003, le projet d'un film mettant en scène l'univers de Metroid est lancé. Zide/Perry Productions, producteurs des films American Pie et Destination finale, achète les droits pour adapter la série de Nintendo au cinéma. Warren Zide et Craig Perry recherche des scénaristes et un réalisateur pour mener le projet,. Aucun acteur n'est dévoilé, mais le scénario est calqué sur la trame de fond de Metroid, le premier jeu de la série. Cependant, les droits acquis par Zide/Perry expirent et le producteur perd les droits du film dès l'année suivante au profit de John Woo et son studio Tiger Hill studio, qui déclare à ce moment-là que le film sera basé sur les origines de Samus Aran et relatera ses combats contre Mother Brain,,. Lion Rock Productions est à la production jusqu'en 2006, où le projet de film est annulé ou tourne au fiasco. Malgré des annonces contradictoires lancées avant l'E3 2004, Sakamoto déclare lors d'une interview que le film n'est pas en production. Tiger Hill studio qui désire amener des idées complètement nouvelles, fait face à une tâche compliquée car d'abord Metroid est déjà inspiré de films et possède une histoire assez classique dans la science-fiction, mais l’entreprise est alors constamment aux prises avec des restrictions posées par Nintendo, conséquence de l'échec critique et commercial cuisant du film Super Mario Bros.. Bien qu'un scénariste a été engagé, le projet n'est pas allé plus loin que l'idée de base centrée sur le scénario du premier jeu de la série. Finalement, les droits obtenus par John Woo expirent en 2007, clôturant le projet de film sur la franchise.

### Activité de la communauté
Metroid est l'un des premiers jeux à avoir plusieurs fins différentes, accessibles en fonction du temps écoulé,. Ces multiples fins ont incité la communauté de joueurs à finir le jeu le plus rapidement possible. Cette façon de jouer est appelée speedrun depuis les années 1990, dont le but obtenir la meilleure fin et avoir la possibilité de voir Samus Aran dénudée, tout comme Arino dans l'émission télévisée japonaise consacrée au jeu vidéo GameCenter CX qui, pour tester le jeu, se lance le défi de découvrir Samus au sens propre et au sens figuré du terme (Arino ne réalise cependant pas un speedrun),,. Les joueurs les plus rapides finissent le jeu en près de quinze minutes. À l'époque de Metroid, cette technique est également appelée Low percent ou Low percentage, qui consiste à finir le jeu en récupérant le moins d'items possibles et découvrir le moins de secrets. Tous les jeux de la série Metroid sont populaires dans l'univers du speedrun, notamment depuis Super Metroid,,.
Metroid connait quelques hacks, grâce notamment au logiciel Metedit, développé par SnoBro (un fan de la série), qui permet de réaliser des modifications du jeu, comme Metroid C. Un fan a par exemple créé une demande en mariage, réalisée directement dans le jeu, en le modifiant pour que sa demande soit affichée lorsque son épouse joue et entre dans une certaine salle,.
La communauté crée des fanfictions de Metroid, même si elles sont peu nombreuses comparé par exemple avec un jeu comme Halo (une des raisons est probablement l'absence de mode multijoueur sur la quasi-totalité des opus de la série). Mais, ces fictions varient d'un auteur à l'autre et sont toutes centrées sur Samus Aran, parfois représentée comme un chasseur de primes avec une forte personnalité, mais dans d'autres cas comme une femme passive avec un aspect sexuel ou érotique. Par exemple, en novembre 2015, le studio Rainfall Films crée un fanfilm sur Metroid très bien accueilli et relayé par la presse spécialisée,. Le contenu généré par les utilisateurs prend aussi la forme de dessins.
Le cosplay est un phénomène qui touche également Metroid. Une multitude de cosplays de Samus Aran sont créés par la communauté, que ce soit en costume de puissance, en Swim Suit ou Zero Suit,,,,.

### Ressources primaires
1. 1 2 3 4 5 6 7  Nintendo, Metroid - mode d'emploi, Nintendo, 1987, 22 p..
2. 1 2 3 4  (en) The Official Nintendo Player's Guide, Tatsumi Yamashita, 1987, 162 p., p. 52-59.
3. 1 2  (ja) Yoshio Sakamoto, « Question/réponse avec Yoshio Sakamoto », p. 1-4.
4. ↑  Nintendo R&D1 - Intelligent Systems. Metroid (NES). Nintendo. 1986. Niveau/zone : Générique de fin - Staff.
5. ↑  « Metroid™ », sur Nintendo.fr.

### Interviews
1. ↑  (en) Craig Harris, « Metroid: Zero Mission Director Roundtable », sur IGN, 30 janvier 2004, p. 5.
2. 1 2 3 4 5 6 7 8 9  Akinori Sao, « Entrevue spéciale Nintendo Classic Mini: NES – Volume 5 : Metroid », sur Nintendo Europe, 5 décembre 2016.
3. 1 2 3  (ja) « 宇宙を舞台にサムスが大活躍！ 注目シリーズ「メトロイド」大特集 - 「メトロイド」に託す思い 坂本賀勇インタビュー », Nintendo Online Magazine, no 56,‎ mars 2003 (lire en ligne).
4. ↑  (ja) « 開発者インタビュー », Nintendo Online Magazine, no 76,‎ novembre 2004 (lire en ligne).
5. 1 2 3  (en) Alexander Brandon, « Shooting from the Hip: An Interview with Hip Tanaka », sur Gamasutra, 25 septembre 2002.
6. ↑  (en) Christian Nutt, « The Elegance Of Metroid: Yoshio Sakamoto Speaks », sur Gamasutra, 23 avril 2010.
7. 1 2  (en) Craig Harris, « Metroid: Zero Mission Director Roundtable », sur IGN, 30 janvier 2004, p. 3.
8. ↑  (en) Pedro Hernandez, « Yoshio Sakamoto Interview - Translate Get », sur Nintendo World Report, 5 septembre 2010.
9. ↑  Satoru Iwata, « Iwata Asks: Metroid: Other M – Vol. 1: The Collaboration / Just One Wii Remote », sur Nintendo.com, 29 juillet 2010.
10. 1 2  (en) Craig Harris, « Metroid: Zero Mission Director Roundtable », sur IGN, 30 janvier 2004, p. 2.
11. 1 2  (en) Christian Nutt, « Q&A:  Castlevania 's Koji Igarashi returns with new game,  Bloodstained », sur Gamasutra, 11 mai 2015.
12. ↑  (en) Bob Mackey, « Interview: Castlevania's Former Keeper Returns with Bloodstained: Ritual of the Night », sur US Gamer, 11 mai 2015.

### Ressources bibliographiques
1. 1 2 3 4  Mark J. P. Wolf 2012, p. 399.
2. ↑  Signal Research, p. 146-150.
3. 1 2 3 4  Matteo Ciastellardi et Emanuela Patti 2011, p. 323.
4. ↑  Neal Roger Tringham 2014, p. 452.
5. 1 2  Consumer Guide 1987, p. 36-37.
6. 1 2 3  Matt Fox 2013, p. 189.
7. ↑  Christophe Mallet  2016, Mother Brain et Yamauchi, la rumeur tenace, p. 37.
8. ↑  Christophe Mallet  2016, Mother Brain et Yamauchi, la rumeur tenace, p. 38.
9. ↑  Arnaud Bonnet 2015, p. 96-97.
10. ↑  Christophe Mallet  2016, Sorbet une boule, p. 33.
11. ↑  Christophe Mallet  2016, L'Électrochoc Zelda, p. 31.
12. ↑  Christophe Mallet  2016, Comme un air de Space opera, p. 36.
13. ↑  Karen Collins 2008, Chapter 2.
14. 1 2 3 4  Andrew Schartmann 2013.
15. 1 2  Christophe Mallet  2016, Au Mauvais endroit, au mauvais moment, p. 51.
16. ↑  Christophe Mallet  2016, Un Accueil français mitigé, p. 61.
17. ↑  Guinness World Records 2012.
18. ↑  Simon Carless  2005, p. 105, 108.

### Ressources secondaires
1. 1 2  « Nintendo Switch Online : la liste des jeux NES inclus », sur Jeuxvideo.com, 18 septembre 2018.
2. ↑  (en) « Metroid », Nintendo Fun Club News,‎ fin 1987, p. 4-5.
3. 1 2 3 4 5 6 7 8 9  (en) « Metroid Rétrospective » [vidéo], sur GameTrailers, 25 juillet 2007.
4. 1 2 3 4 5 6 7 8 9 10 11 12  (ja) « やればやるほどディスクシステムインタビュー(前編) », Nintendo Dream, no 118,‎ 6 septembre 2004, p. 96–103.
5. ↑  Épisode Metroid, cinquième épisode de la deuxième saison de la série GameCenter CX..
6. 1 2 3 4 5  Romendil, « Test du jeu Metroid sur GBA », sur Jeuxvideo.com, 14 janvier 2005.
7. ↑  (en) Dan Whitehead, « Born Free: the History of the Openworld Game Article », sur Eurogamer, 2 avril 2008.
8. 1 2  (en) « Metroid », Game Player's Nintendo Buyer's Guide,‎ hiver 1988, p. 60.
9. 1 2 3 4 5  (en) « The History of Metroid », sur GameSpot.
10. 1 2  (en) Lucas M. Thomas, « Six Things You Didn't Know About Metroid's Samus Aran », sur IGN, 22 juillet 2001.
11. ↑  (en) « Metroid », Nintendo Power, no 29,‎ octobre 1991, p. 38-45.
12. 1 2 3 4 5  (de) Martin Remmel, « Von cyborgs, Minibossen und motherbrains », ASM, no 4,‎ novembre 1988, p. 86.
13. ↑  (en) Jordan Devore, « This damn Morph Ball double jump in Metroid Prime », sur Destructoid, 2 février 2015.
14. 1 2 3  Épisode sur Nintendo de la série GameCenter CX issu de la première saison en 2003..
15. 1 2 3  « Metroid », Micro News, no 13,‎ septembre 1988, p. 104.
16. 1 2 3  « Mean Machines: Metroid », Computer & Video Games, no 81,‎ juillet 1988, p. 108.
17. 1 2 3 4  (de) « Metroid », Power Play, no 4,‎ avril 1988, p. 91.
18. 1 2  « Metroid », Player One, no 24,‎ octobre 1992, p. 49.
19. 1 2 3  Anagund, « Test Metroid sur Wii », sur Jeuxvideo.com, 7 janvier 2010.
20. 1 2 3  Anagund, « La genèse Metroid : - Dossier : La série Metroid », sur Jeuxvideo.com, 8 mars 2010.
21. ↑  (en) esse Schedeen, « Stars: Icons - Samus Aran », sur IGN, 12 février 2008.
22. ↑  (en) Rus McLaughlin, « IGN Presents The History of Metroid », sur IGN, 15 août 2008.
23. 1 2 3 4 5 6 7 8 9  Florent Gorges, « Consoles : Ce que personne ne vous a jamais dit sur Metroid » (Mook), Pix'n Love, Éditions Pix'n Love, no 1,‎ 2007, p. 92-97 (ISBN 9782953050134).
24. 1 2 3 4 5 6 7 8 9  (en) « The Complete History Of Metroid », Retro Gamer, no 65,‎ juillet 2009, p. 26-33.
25. ↑  (en) « The Making of Super Metroid », Retro Gamer, no 65,‎ juillet 2009, p. 58-63.
26. ↑  (en) Craig Harris, « GDC 10: Metroid Director Wanted Classic Controls », sur IGN, 11 mars 2010.
27. ↑  (en) Randolph Ramsay, « Metroid creator Sakamoto on Other M, WarioWare », sur GameSpot, 12 mars 2010.
28. ↑  (en) Stephen Totilo, « Nintendo's Most Famous Secret Code Returns On PlayStation », sur Kotaku, 4 mars 2015.
29. ↑  (en) « Metroid », sur Gaming-History.
30. ↑  (en) « Metroid », sur KLOV.
31. ↑  La Rédaction, « Metroïd Prime + Metroïd Fusion = ? », sur Jeuxvideo.com, 28 octobre 2002.
32. 1 2 3  Trunks, « Test Metroid », sur Gamekult, 17 janvier 2005.
33. ↑  (en) Brittany Vincent, « Nintendo's Classic Mini is a tiny NES with 30 games », sur Engadget, 14 juillet 2016.
34. ↑  Clementoss, « Nintendo Switch Online : des versions SP pour Metroid et Blaster Master », sur Jeuxvideo.com, 13 février 2019.
35. 1 2  R.F. & B., « Metroid », Génération 4, no 6,‎ novembre 1988, p. 54.
36. 1 2  « Metroid », Tilt, no 50,‎ janvier 1988, p. 64.
37. 1 2  (en) Bob Colayco, « Classic NES Series: Metroid Review », sur GameSpot, 3 novembre 2004.
38. 1 2  (en) Frank Provo, « Metroid Review », sur GameSpot, 27 août 2007.
39. 1 2  (en) Craig Harris, « Metroid », sur IGN, 26 octobre 2004.
40. 1 2  (en) Lucas M. Thomas, « Metroid Review », sur IGN, 13 août 2007.
41. 1 2  (en) Darren Calvert, « Review: Metroid (Wii Virtual Console / NES) », sur Nintendo Life, 21 juillet 2007.
42. 1 2  (en) « Best NES Games of all time », sur GamesRadar+.
43. 1 2  (en) John Harris, « Game Design Essentials: 20 Open World Games », sur Gamasutra, 26 septembre 2007.
44. 1 2  (en) « The 25 greatest moments in video games », Game Informer, no 115,‎ novembre 2002, p. 70.
45. ↑  (en) Ashley Reed, Andy Hartup, « The 20 most inspirational female characters in games », sur GamesRadar+.
46. ↑  (en) Brett Elston, « Game music of the dead: Metroid », sur GamesRadar+, 28 octobre 2010.
47. ↑  (ja) 2004 CESA Games White Paper, Computer Entertainment Supplier's Association, 2004, 209 p. (ISBN 4-902346-04-4), p. 58–63.
48. ↑  (en) « First videogame to feature a human female », sur Livre Guinness des records.
49. ↑  (en) Sean Aaron, « Nintendo Download: 13-14 October 2009 (Japan) », sur Nintendo Life, 9 octobre 2009.
50. ↑  (en) IGN Nintendo Nostalgia Crew, « The Top 125 Nintendo Games of All Time - IGN - Page 4 », sur IGN.
51. ↑  (en) Jeremy Parish, « The Essential 100, No. 54: Metroid from 1UP.com », sur 1UP.com, 20 août 2012.
52. ↑  (en) « Game Informer's Top 100 Games Of All Time (Circa Issue 100) », Game Informer, no 100,‎ août 2001 (lire en ligne).
53. ↑  (en) « The Top 200 Games Of All Time », Game Informer, no 200,‎ décembre 2009.
54. ↑  (en) EGM Staff, « 100 Best Games Ever », Electronic Gaming Monthly, no 100,‎ novembre 1997.
55. ↑  (en) EGM Staff, « 150 Best Games Ever », Electronic Gaming Monthly, no 150,‎ janvier 2002, p. 124 (lire en ligne).
56. ↑  (en) « Top-30 », Nintendo Power, no 3,‎ novembre/décembre 1988.
57. ↑  (en) « Top 200 », Nintendo Power, no 200,‎ février 2006, p. 58-66.
58. ↑  (en) « Best of the Best », Nintendo Power, no 231,‎ août 2008, p. 70-78.
59. ↑  (en) Jon Ledford, « 25 Most Astonishing Moments in Video Games », sur Arcade Sushi, 31 juillet 2013.
60. ↑  (en) « Cover Story: The Hardcore Gamer Hall of Fame », Hardcore Gamer, vol. 2, no 8,‎ février 2007, p. 20.
61. ↑  William Audureau, « Jeux vidéo : quel est le classement des meilleurs « Metroid » ? », Pixel - Le Monde.fr, 13 septembre 2017.
62. ↑  Rédaction, « Metroid a 25 ans », sur Jeuxvideo.com, 6 août 2011.
63. ↑  Romendil, « Metroid Prime Pinball sur DS », sur Jeuxvideo.com, 27 juin 2007.
64. ↑  (en) The News & Features Team, « IGN: The Top 25 Videogame Franchises », sur IGN.
65. ↑  (en) The Gamepros, « The 10-Best Video-Game Franchises - Page 7 », sur GamePro, 11 juillet 2006.
66. ↑  (en) Push Square, « Feature: The Making Of Castlevania: Symphony of the Night », sur Push Square, 3 septembre 2012.
67. ↑  (en) Christian Nutt, « The undying allure of the Metroidvania », sur Gamasutra, 13 février 2015.
68. 1 2  Romendil, « Test du jeu Metroid: Zero Mission sur GBA », sur Jeuxvideo.com, 8 avril 2004.
69. ↑  TRUNKS, « Test Metroid: Zero Mission », sur Gamekult, 26 mars 2004.
70. ↑  (en) Rob Fahey, « Metroid: Zero Mission », sur Eurogamer, 16 avril 2004.
71. ↑  (en) « Game Sound Museum ~Famicom Edition~ 12 Metroid (CD, 2004) », sur VGMdb.
72. ↑  (en) « Super Metroid: Sound in Action (CD, 1994) », sur VGMdb.
73. ↑  (en) « Famicom 20th Anniversary: Original Soundtrack Vol.1 (CD, 2004) », sur VGMdb.
74. ↑  (en) « Metroid Original Soundtrack: Orchestra Version (1987) (vinyle) », sur VGMdb.
75. ↑  (en) « Metroid Original Soundtrack: Orchestra Version (1987) (cassette) », sur VGMdb.
76. ↑  (en) « Famicom Music Vol.2 (CD, 1987) », sur VGMdb.
77. ↑  (en) « Famicom Music Vol.2 (vinyle, 1987) », sur VGMdb.
78. ↑  (en) « Famicom Music Vol.2 (cassette, 1987) », sur VGMdb.
79. ↑  (en) « Famicom Music Vol.2 (CD, 2002) », sur VGMdb.
80. ↑  (en) « Toy Music: Dancing Super Mario Brothers (CD, 1988) », sur VGMdb.
81. ↑  (en) « Toy Music: Dancing Super Mario Brothers (vinyle, 1988) », sur VGMdb.
82. ↑  (en) « Toy Music: Dancing Super Mario Brothers (cassette, 1988) », sur VGMdb.
83. ↑  (en) « Famicom Graffiti: Nintendo Disk Card Edition (CD, 1990) », sur VGMdb.
84. ↑  (en) « Famicom 20th Anniversary: Arrange Sound Tracks (CD, 2004) », sur VGMdb.
85. ↑  (en) « Famicom 20th Anniversary: Game Music DVD (DVD, 2004) », sur VGMdb.
86. ↑  (en) Jeff Gerstmann, « WarioWare: Touched! Review », sur GameSpot, 11 février 2005.
87. ↑  (en) Jeff Gerstmann, « WarioWare, Inc.: Mega Microgame$ Reviews », sur GameSpot, 26 mai 2003.
88. ↑  (en) « Comics & Manga », sur Metroid Database.
89. ↑  (en) « Wanpakku Metroid Manga Strategy Guide (Japanese) », sur Metroid Database.
90. ↑  Dr.Loser, « Figurine du vaisseau de Metroid Prime 2 », sur NoFrag, 21 décembre 2007.
91. ↑  (en) « Max Factory To Release Metroid: Other M Samus Aran Figma Figurine », sur Siliconera, 28 août 2011.
92. ↑  Maxime Chao, « Amiibo : il reçoit une figurine Samus Aran avec deux bras-canons ! », sur JeuxActu, 24 novembre 2014.
93. ↑  « Samus Aran revient chez Good Smile Company », sur Manga-news.com, 2 novembre 2015.
94. ↑  (en) Michael McWhertor, « You can pre-order this beautiful $365 Metroid statue starting today », sur Polygon, 29 juillet 2014.
95. ↑  Claude Brodesser, « Zide/Perry snags 'Metroid' pic rights », sur Variety, 21 janvier 2003.
96. ↑  (en) Giancarlo Varanini, « Metroid movie in the works? », sur GameSpot, 22 janvier 2003.
97. 1 2  (en) Brian Linder, « Metroid Primed for Big Screen », sur IGN, 22 janvier 2003.
98. ↑  (en) Brian Linder, « Woo Woos Metroid », sur IGN, 7 avril 2004.
99. ↑  Justin Calvert, « John Woo options Metroid movie », sur GameSpot, 7 avril 2004.
100. ↑  (en) Puyo, « John Woo pour le film Metroid », sur Gamekult, 7 avril 2004.
101. ↑  (en) GameSpot Staff, « Metroid movie in limbo », sur GameSpot, 23 août 2004.
102. ↑  (en) Peer Schneider, « Whatever Happened to the Metroid Movie? », sur IGN, 28 décembre 2012.
103. ↑  (en) Nadia Oxford, « One Girl Against the Galaxy: 20 Years of Metroid and Samus Aran from 1UP.com », sur 1UP.com, 7 août 2006.
104. ↑  (en) « Metroid - Leaderboard », sur speedrun.com, 2015.
105. ↑  (en) NGamer UK, « How to break Metroid Prime 3 », sur GamesRadar+, 19 novembre 207.
106. ↑  (en) Benjamin Turner, « Smashing the Clock », sur 1UP.com, 10 août 2005.
107. ↑  (en) Ryan Rigney, « For the World’s Fastest Gamers, Failure Is Just One Bad Jump Away », sur Wired, 16 octobre 2013.
108. ↑  (en) Roland Li, « Making money as a Zelda speed runner », sur Polygon, 9 janvier 2014.
109. ↑  Rédaction, « Une demande en mariage dans… Metroid », sur Jeuxvideo.com, 1er mars 2012.
110. ↑  Julien Inverno, « Metroid : un film de fans qui donne envie d'un long-métrage avec Samus Aran », sur IGN, 3 novembre 2015.
111. ↑  (en) Eddie Makuch, « Watch This Awesome Metroid Live-Action Fan Movie », sur GameSpot, 2 novembre 2015.
112. ↑  Rami Bououd, « Metroid : Un sublime cosplay de Samus », sur Gameblog, 2 septembre 2015.
113. ↑  (en) Hayley Williams, « Cosplay Has A Highlander Complex », sur Kotaku, 16 septembre 2015.
114. ↑  (en) Adam Bernstein, « Incredible Samus Aran Metroid cosplay by Jenni Källberg », sur Examiner.com, 13 novembre 2012.
115. ↑  (en) Michael McWhertor, « New Samus Cosplay International Champion Crowned », sur Kotaku, 11 mars 2009.
116. ↑  (en) « Metroid – Un cosplay de Samus Aran qui déboîte ! », sur Gamelove, 30 septembre 2014.